# Áreas protegidas de las Islas Marshall

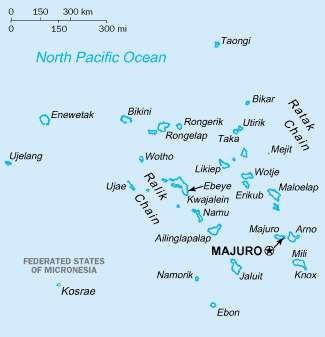
Islas Marshall

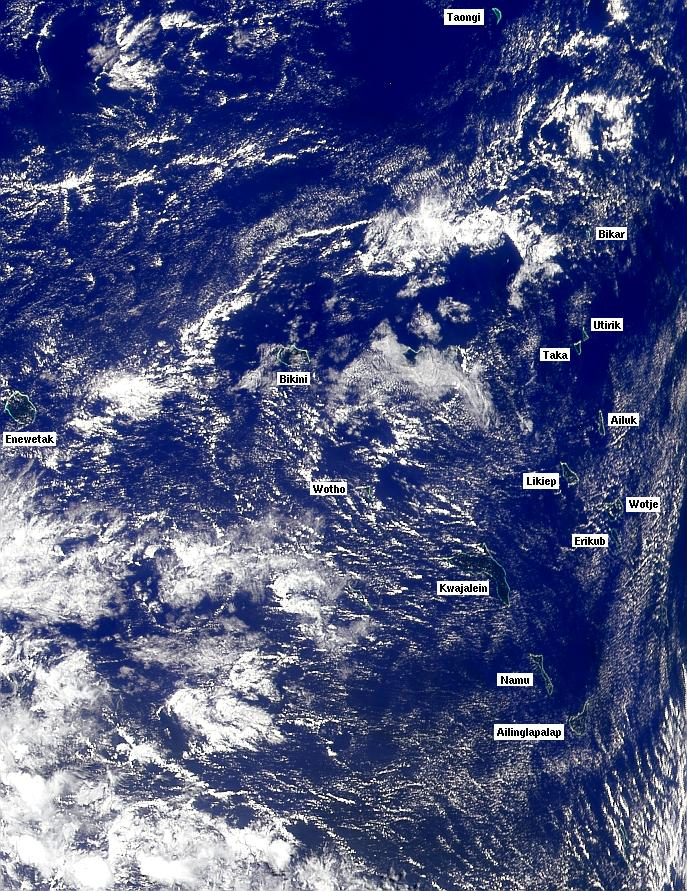
Vista de satélite de las Islas Marshall en marzo de 1999

Según la IUCN, en las Islas Marshall hay 16 zonas protegidas que ocupan 34 km² de superficie terrestre, el 11,92% del territorio, y 5388 km² de superficie marina y costera, el 0,27% del total de 2.004.587 km² que pertenecen al país. Doce de ellas tienen la denominación de área de conservación. Además, hay 2 sitios Ramsar, el área de conservación del atolón Jaluit y el atolón Namorik.
En octubre de 2011, el gobierno declaró el área marina de las islas, unos 2 millones de kilómetros cuadrados, santuario de tiburones, el mayor del mundo. Todos los tiburones capturados por error en las islas deben ser liberados.

## Santuarios marinos

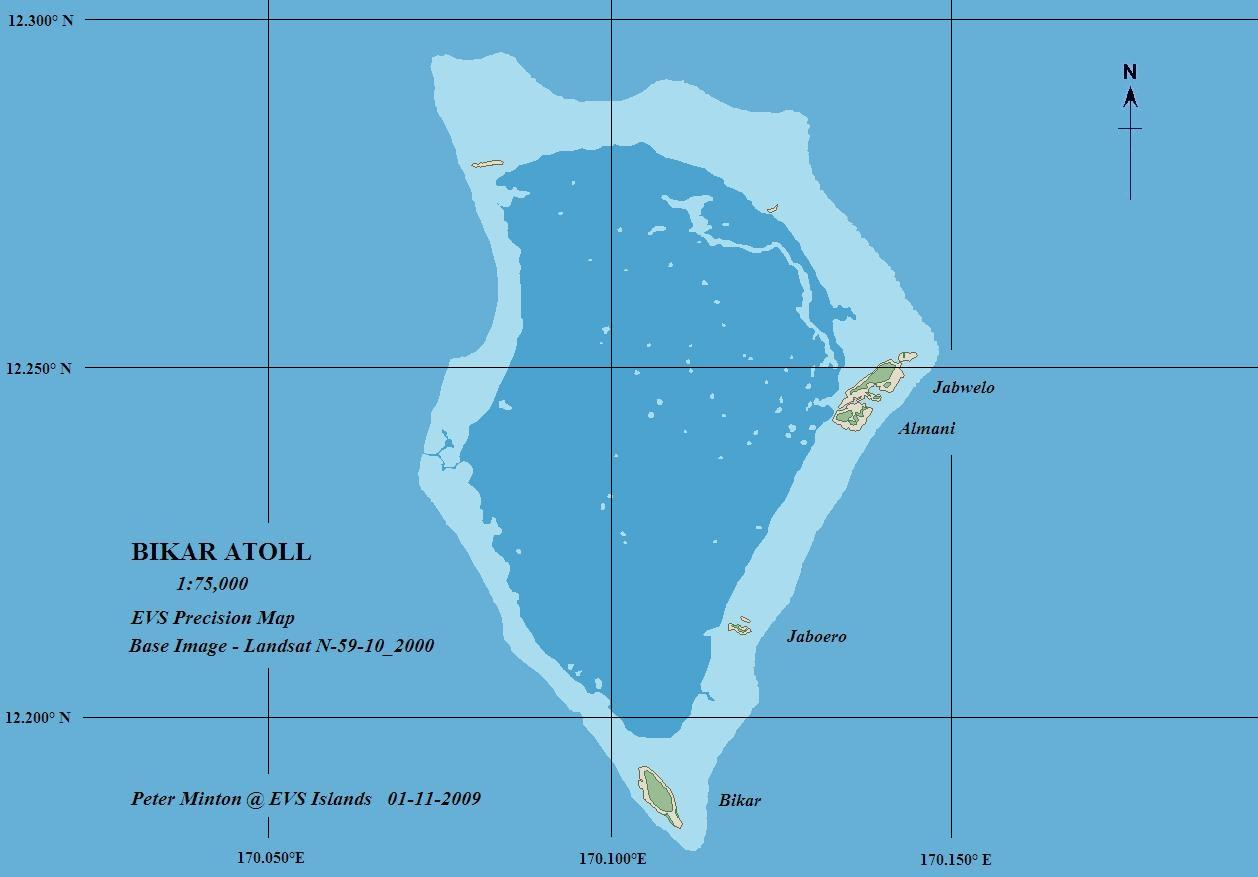
Atolón Bikar

- En 2024, se declara santuario marino el área entre los atolones de Bikar (170°6′27.2″ E, 12°14′49.5″ N) y Bokak (168°58′37.8″ E,14°39′4.7″ N), formando un rectángulo de noroeste a sudeste con una superficie de 48.136 km2.[5] La razón es la amplia colonia de tortugas marinas en ambos atolones y varias especies de tiburones. En la región hay almejas gigantes y se dicer que la mayor cantidad de biomasa de peces de arrecifes.[6]

## Áreas de conservación

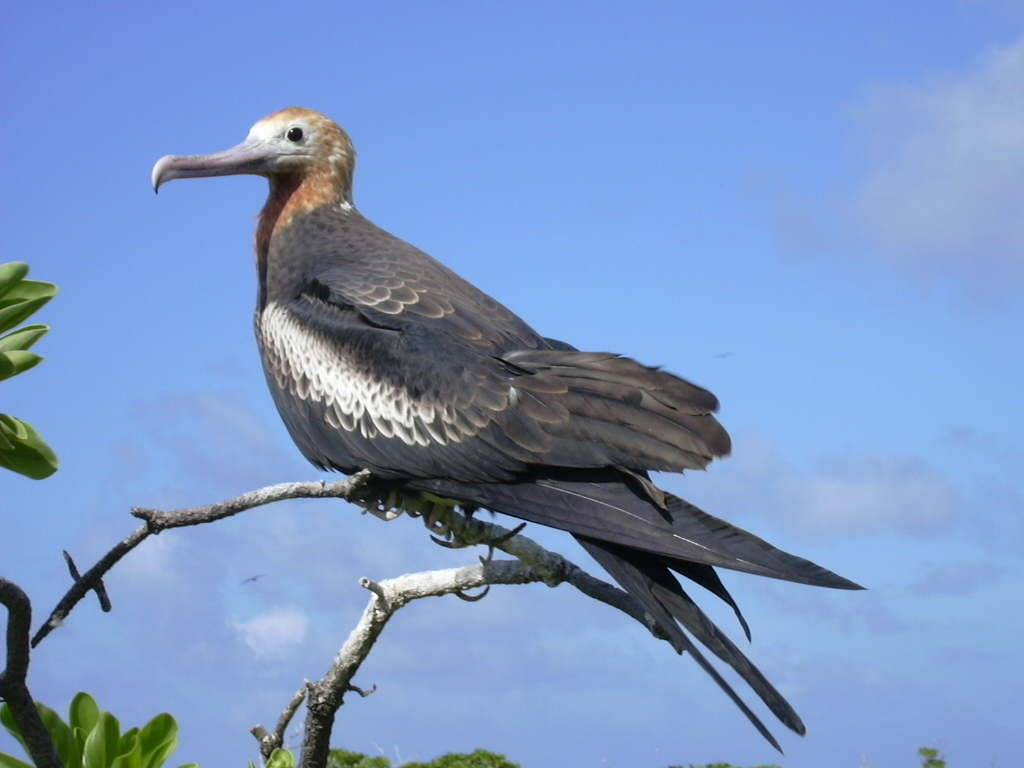
Fragata en la isla de Sibylla, en el atolón Bokak.

- Bikini. Patrimonio de la humanidad desde 2010.[7] Es el atolón más septentrional de la cadena de atolones coralinos Ralik, que se alzan 6000 m sobre el fondo marino, y solo 2 m sobre la superficie del mar, formados por un sustrato calizo de origen biológico sobre una base de basalto, en un medio extremadamente rico, con una temperatura media de 28.oC y unas precipitaciones que superan los 1500 mm. Se encuentra a 800 km de la capital, Majuro, comunicado por una línea aérea doméstica. Bikini está formado por 23 islas que cubren 720 ha y forman un círculo que encierra una laguna de 40 km de anchura por 22 km de norte a sur, y con una profundidad máxima de 60 m. A 5 km y 60 m de profundidad se encuentran los restos del portaaviones USS Saratoga (CV-3), que fue utilizado como blanco de la segunda bomba atómica en 1946. Se mantienen intactas las construcciones de hormigón que se hicieron en las islas para el monitoreo de las explosiones. Hay 183 especies de coral, de las que 50 están amenazadas. En la laguna abunda la almeja gigante, unas 350 especies de peces y una alta concentración de varias especies de tiburones. Entre la vegetación se encuentra el árbol Pisonia grandis, favorito de las aves para anidar, y el matorral halófito Pemphis acidula. Hay 26 especies reconocidas de aves, entre ellas tres en la lista roja: la  pardela dorsigrís, la pardela sombría y el zarapito del Pacífico. (Bikini Atoll Conservation Management Plan, Unesco, enero de 2010)

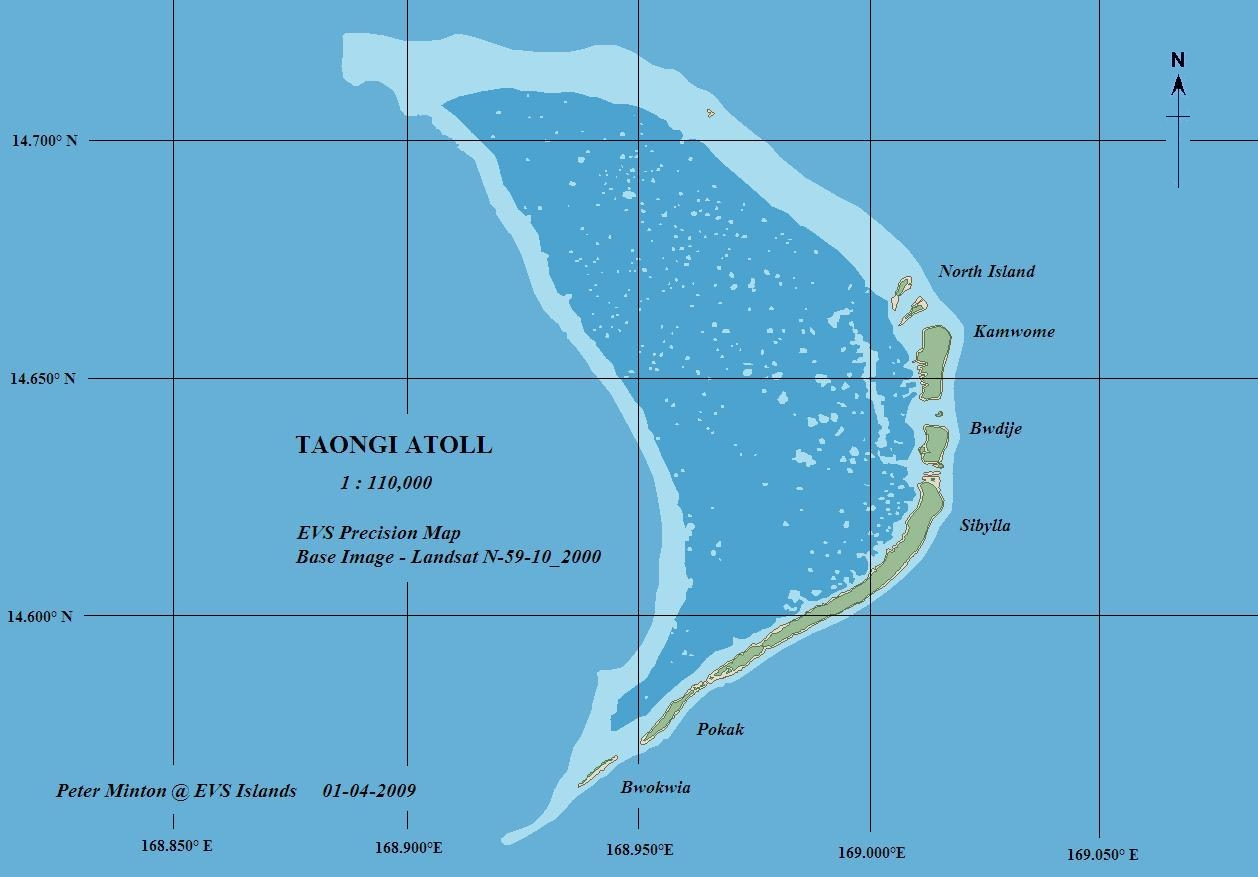
Mapa del atolón Bokak o Taongi

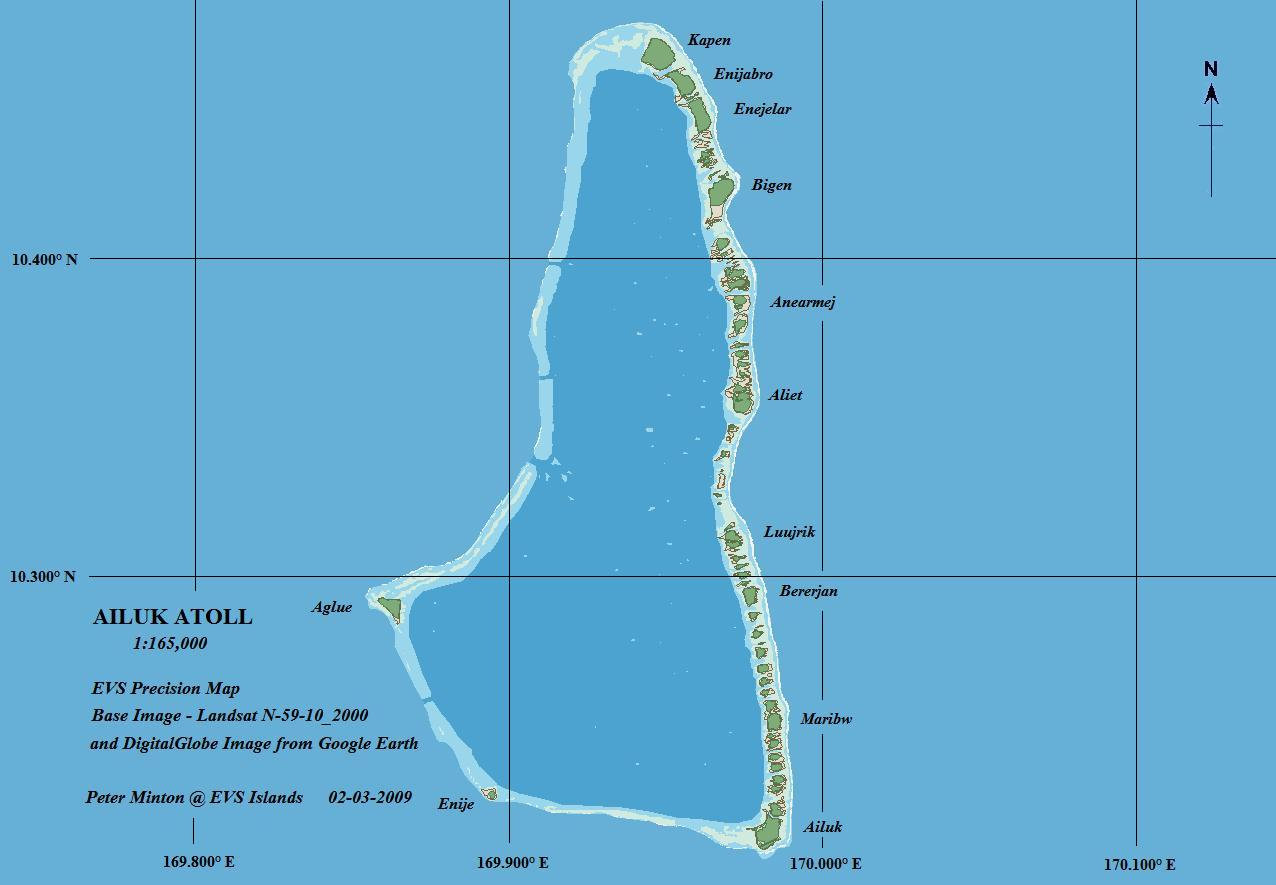
Atolón Ailuk

- Atolón Ailuk, 24,3 km². El atolón se encuentra en una zona remota, a 230 millas náuticas al norte de Majuro, la capital de las islas Marshall. La comunidad ailuk ha elegido conservar dos importantes áeras que cubren seis acres terrestres y 209 acres marinos, ambos cerca del principal asentamiento en la isla de Ailuk , al sur, amenazados de sobreexplotación. El primero es la isla Enije, donde crían las tortugas verde y carey. El segundo es el canal Enije, un área tradicional de pesca donde hay grandes poblaciones amenazadas de pez Napoleón, pez loro cototo verde, tiburón gris, tiburón de arrecife de punta blanca y tiburón punta negra, con un total de 215 acres (87 hectáreas). Esto se hizo en 2017 y el proyecto de no pescar en esas zonas debía durar al menos diez años. A cambio, la organización ecologista norteamericana Seacology ayudaría a completar la terminal del aeropuerto e instalar energía solar.[8] Las mayores islas del atolón son Ajelep, Aliej, Ailuk, Alkilwe, Barorkan, Biken, Enejabrok, Enejelar, Kapen y Marib. Hay pueblos en Ailuk y Enejelar. La mayor parte de los 57 islotes totales se encuentran al este del atolón. Al oeste hay un arrecife de coral sumergido que rodea la laguna central.

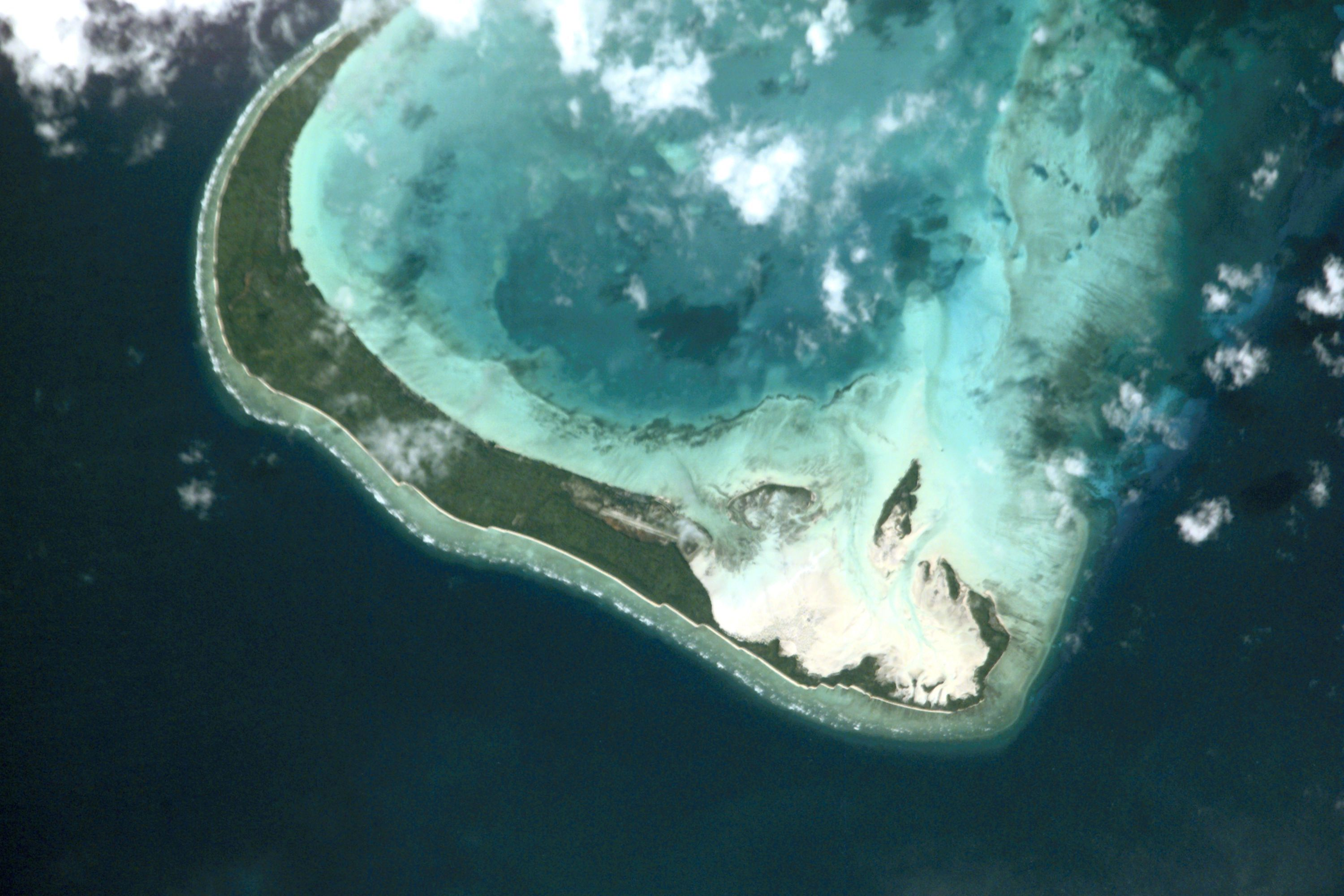
Atolón Namorik

- Rongelap, 2800 km², 61 islotes con un área de 8 km² y una laguna interior inmensa pero abierta por el sur de 2600 km² (1000 millas cuadradas). En 1946 fue evacuada para la prueba nuclear de Castle Bravo en la cercana Bikini, en 1954. En 1957, las islas de declaran limpias de radiación, pero con la repoblación aparecen los problemas y en 1984, Greenpeace colabora en la evacuación de la población.
- Namorik, 26,33 km², 2 islas de 2,8 km² y una laguna pequeña de 8,4 km², con 814 habitantes. El atolón se encuentra en cadena de atolones de las islas Marshall occidentales, conocida como Cadena Ralik. Namorik está formado por dos islas, Namdrik, al sur y Madmad, al norte, y es uno de los atolones más remotos al sur de las islas Marchall. Dentro de la laguna, se creó una zona protegida en 2002 de 35 ha con el fin de crear una zona de desarrollo sostenible. Uno de los proyectos es la creación en la laguna de un tipo de perlas negras conocidas como Tahitian black.[9] En 2012, el atolón fue declarado sitio Ramsar, por poseer un rico manglar y más de 150 especies de peces.[10]
- Rongerik, 1007 km², 17 islas rodeando una laguna de 144 km², en la cadena Ralik, 200 km al este de Bikini.
- Jaluit, 199 km², 91 islas con 11 km² y una laguna de 690 km². Tiene una población de 1200 habitantes.
- Atolón Mili, 97 km², 92 islas que ocupan 16 km² y una laguna de 763 km², en el sur de las Marshall.

- Atolón Bokak o Taonge, 3,2 km² de tierra, incluyendo la laguna 129 km², deshabitado por la escasez de lluvias (menos de 1000 mm anuales), prístino, forma de cuarto creciente. A 685 km de Majuro y a 280 km al nordeste del atolón Bikar, el más cercano. Es el atolón más aislado y septentrional del país. La vegetación es un matorral de Heliotropium foertherianum, con algunas Pisonia grandis en el islote de Kamwome. Hay unas 26 especies de aves, el lagarto Ablepharus, cangrejo ermitaño, almeja gigante, tiburón gris y morenas, entre otros.

- Kwajalein, 74 ha, 97 islotes con una laguna interior de 839 km², que lo convierten en el más grande del mundo. En la cadena Ralik. Se halla a 29 km al oeste del atolón Rongelap. Junto con este, Utirik y Rongerik, se halla entre los contaminados por la prueba de Castle Bravo, en Bikini.

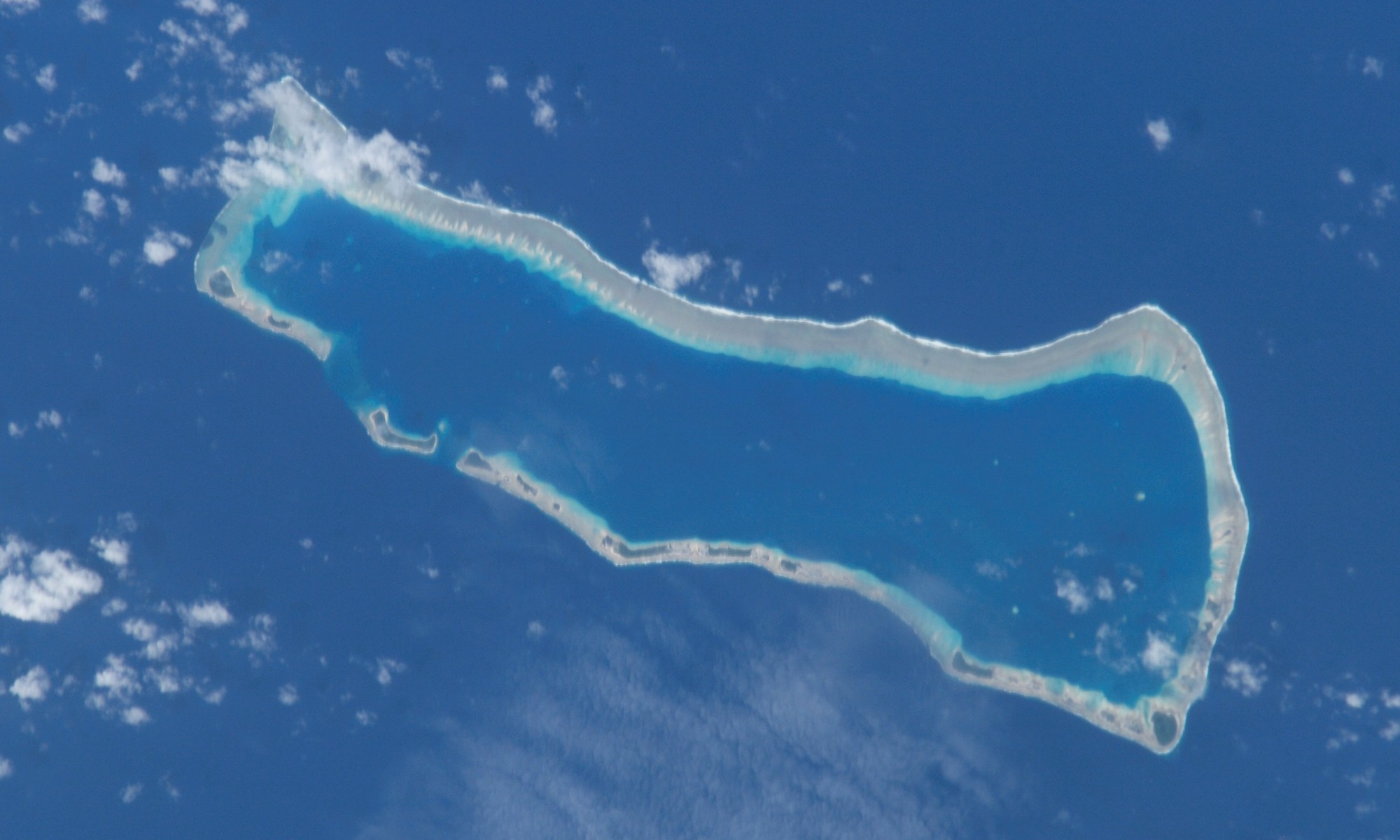
Atolón Ailinginae

- Atolón Bikar. Es uno de los atolones más pequeños de las islas Marshall. Se declaró área protegida en 1986, antes de la independencia. Mide 13 km de norte a sur y unos 8 km de lado, pero solo mergen 6 islotes cuya área emerguda combinada es de medio kilómetro (unas 50 ha), con una laguna interior de 37 km2. En 2012 se crean dos áreas de importancia para las aves (IBAs), una terrestre, de 71,3 ha,[11] y una marina, de 14.169 km2.[12] En 2024, se crea un santuario marino que engloba los atolones Bikar y Bokak, con una extensión de 48.000 km2, en el que la pesca queda prohibida.

- Atolón Bikar. Es uno de los atolones más pequeños de las islas Marshall. Se declaró área protegida en 1986, antes de la independencia. Mide 13 km de norte a sur y unos 8 km de lado, pero solo mergen 6 islotes cuya área emerguda combinada es de medio kilómetro (unas 50 ha), con una laguna interior de 37 km2. En 2012 se crean dos áreas de importancia para las aves (IBAs), una terrestre, de 71,3 ha,[11] y una marina, de 14.169 km2.[12] En 2024, se crea un santuario marino que engloba los atolones Bikar y Bokak, con una extensión de 48.000 km2, en el que la pesca queda prohibida.
- Ailinginae, 1029 km², 25 islas, deshabitado, con una laguna de 106 km². Se encuentra 9 km al sudoeste del deshabitado atolón Rongelap, en el árido norte de las islas Marshall. Ailinginae mide 27,5 km de este a oeste y 6 km de norte a sur, con una forma casi rectangular. La mayoría de sus 25 islotes tienen vegetación, con elevaciones de entre 2 y 5 m, y el resto formadno una cresta marina que bordea la superficie. La laguna tiene 60 m de profundidad máxima y alberga una docena de pináculos que casi salen a la superficie. El atolón tiene una base volcánica a 5000 m de profundidad. Sus aguas pelágicas albergan bonitos, atún claro, pez limón, petos, marlines y peces vela.[13]
- Majuro, 2,8 km². Parte del atolón de 64 islas, con 9,7 km² y una laguna de 295 km². En el atolón hay más de una decena de sitios donde hay restos arqueológicos de la Segunda Guerra Mundial, ya que en las islas Marshall tuvieron lugar numerosas batallas entre las fuerzas norteamericanas y japonesas, lo que produjo una gran cantidad de restos de barcos y aviones.[14] Asimismo, en algunos islotes del atolón, como Laura, se han encontrado restos de haber estado habitado hace dos mil años.[15]
- Atolón Arno, 70,4 km², 103 islas con 13 km² y una laguna de 399 km². Tiene 2609 habitantes. Es conocida por la producción de copra.
- Atolón Likiep, 31 ha, 65 islas de 11 km² y una laguna de 424 km². Tiene unos 400 habitantes y el punto más alto del archipiélago, de 10 m.

## Sitios Ramsar

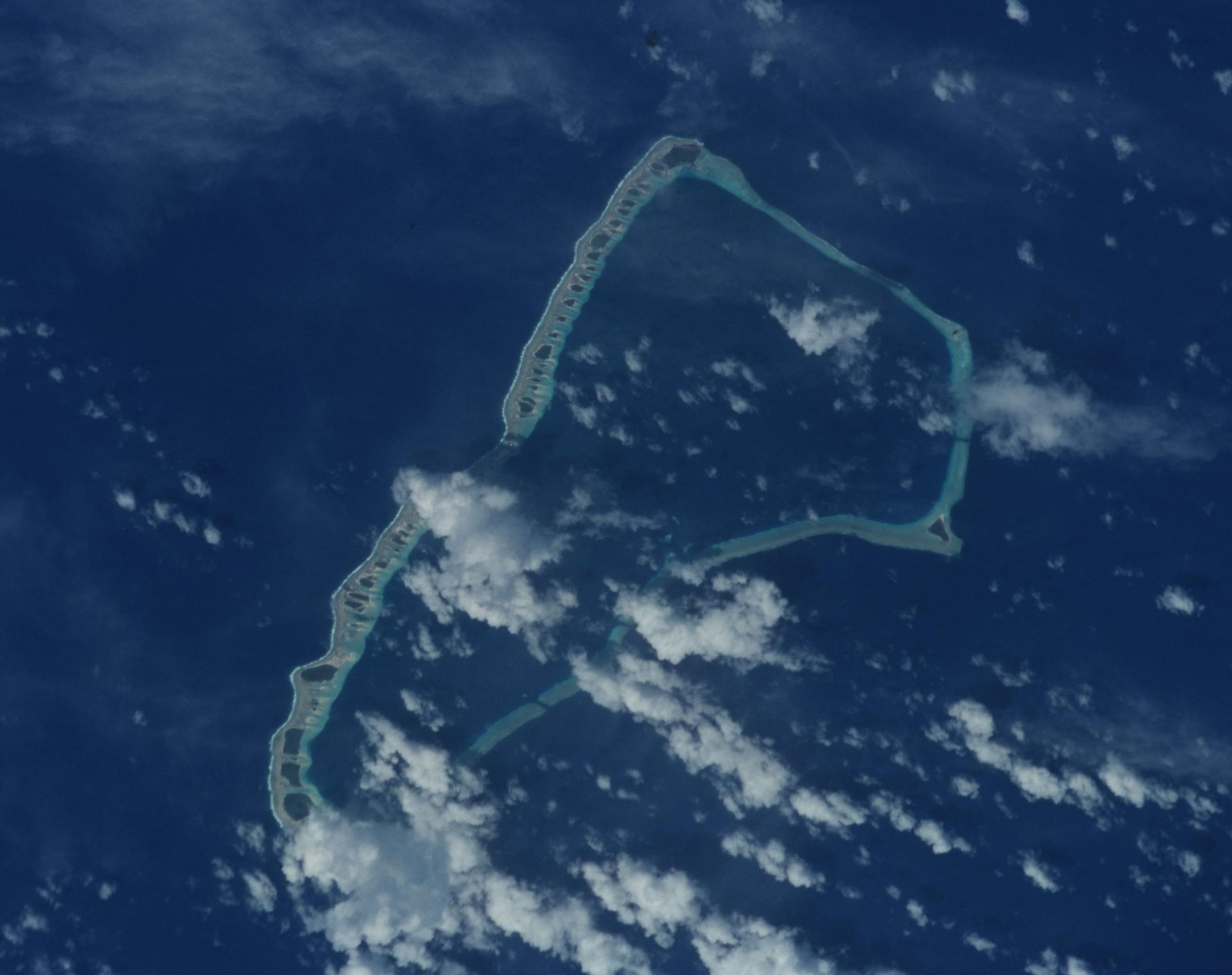
Atolón Jaluit, sitio Ramsar

- Área de conservación del atolón Jaluit, 690 km², 06°00′N 169°34′E. Amplio atolón coralino con 91 islotes que ocupan una superficie terrestre de 700 ha e incluyen una gran laguna y diversos hábitats, como arrecifes de coral, playas de arena, praderas marinas, manglares y cayos. Hay numerosas especies de peces de coral e invertebrados, y las tortugas y ciertas aves acuáticas crían sin problemas.[16]

- Atolón Namorik, 11,2 km², 5°37′ N 168°6′29″ E. Se encuentra 390 km al sudoeste de la capital, Majuro, y está formado por dos islas boscosas separadas por un arrecife de barrera. Una intrusión salina subterránea yace bajo las islas, dejando una bosa de agua dulce que se rellena con las lluvias. El sitio es único porque a pesar de la amplitud de la laguna no hay ningún paso navegable a su interior. Es también inusual porque en su rico manglar hay al menos 150 especies de peces, entre ellos el pez Napoleón, además de la tortuga verde.[17]

## Propuestas de patrimonio de la Humanidad

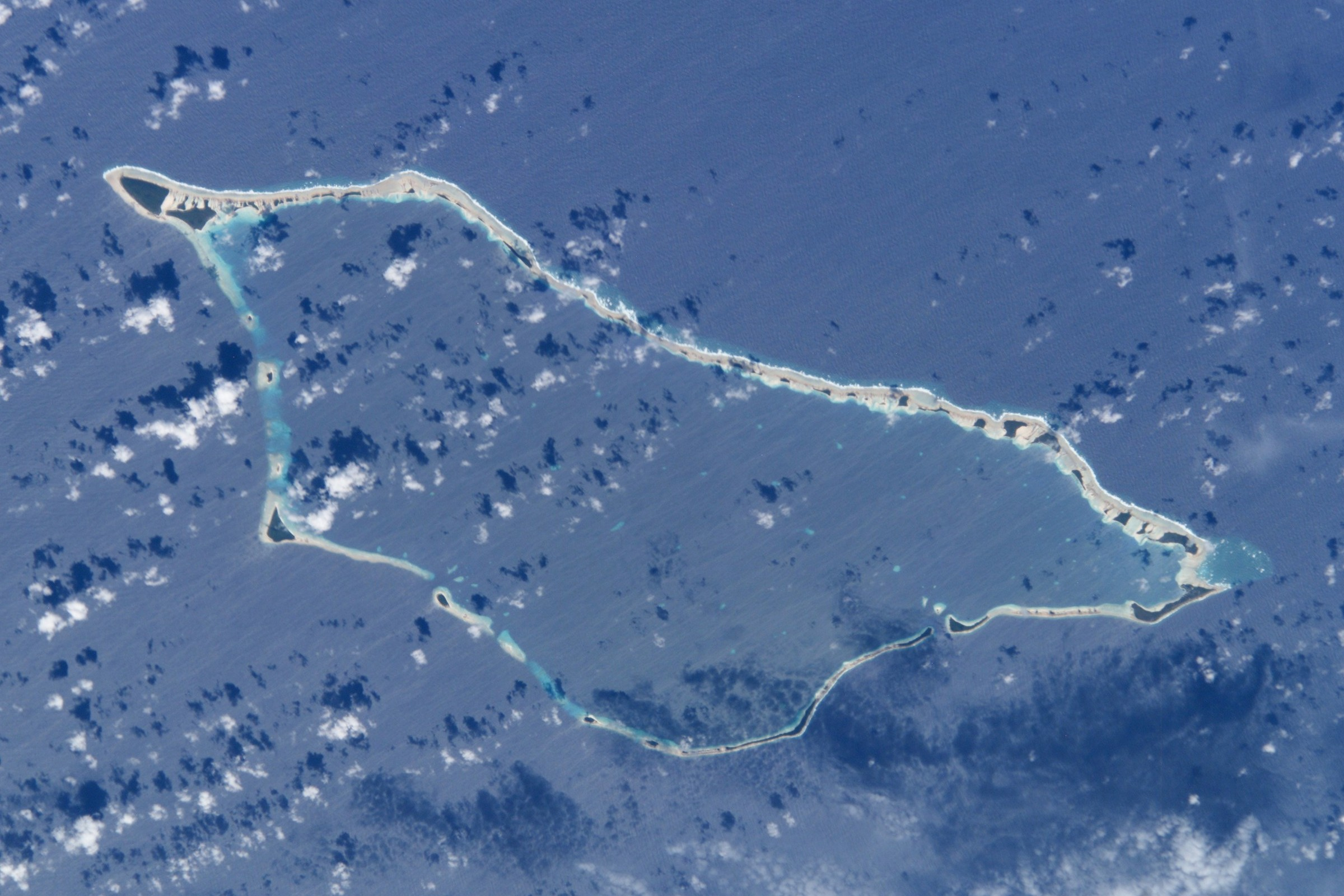
Atolón Likiep

- Atolones del norte de las Islas Marshall: Ailinginae, 166°20′ E, 11°10′ N; Rongerik, 167°26′ E, 11°21′ Nª; Bokak, 168°57′ E, 14°43′ N; Bikar 170°7′ E, 12°15′ N; Taka 169°46′ E, 11°7′ N; Erikub 170°2′ E, 9°8′ N; Jemo 169°30′ E, 10°6′ N.[18]
- Atolones Mili y Nadrikdrik, atolones pareados en el sudeste de las Marshall, con grandes manchas de coral blando, en el que destacan los ventiladores de Venus (Gorgonia flabellum), así como tiburones, ballenas y delfines. Hay manglares y agua dulce en el área propuesta.[19]
- Distrito histórico de Likiep, 9°50′N-10°00′ E. Unos 15 edificios históricos construidos entre 1880 y 1937, de la época de la colonización alemana.[20]